# Conservula anodonta
Conservula anodonta là một loài bướm đêm trong họ Noctuidae.